# 스페이스 잼

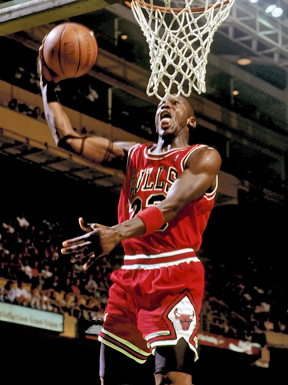

《스페이스 잼》(영어: Space Jam)은 조 피트카 감독, 마이클 조던, 빌 머레이, 웨인 나이트 주연의 1996년에 제작한 미국의 영화이다.

## 줄거리
NBA 농구선수 마이클 조던과 벅스 버니를 중심으로 루니 툰 캐릭터들, 악당 스웩해머의 대결을 펼치는 이야기이다. 2001년 명절특선로 SBS에서 방송되었다.

## 배역
- 마이클 조던 - 본인 역
- 웨인 나이트 - 스탠
- 테레사 랜들 - 조던의 아내
- 빌 머레이 - 본인
- 빌 파머 - 실베스터 캣
- 톰 배리 - 조던의 아버지
- 빌리 웨스트 - 벅스 버니(목소리)
- 디 브래들리 베이커 - 대피 덕(목소리)
- 대니 드비토 - 대장 외계인(목소리)

## 한국판 성우진(SBS)
- 홍시호 - 마이클 조던(본인)
- 이선주 - 벅스 바니(빌리 웨스트) / 조던의 아내(테리사 랜들)
- 노민 - 주황색 외계인(다넬 서틀스)
- 김정애 - 대피 덕(디 브래들리 베이커) / 조던의 아들(매너 워싱턴) / 보모(베베 드레이크)
- 안경진 - 롤라(캐스 수시)
- 장광 - 스탠(웨인 나이트) / 대장 외계인(대니 드비토) / 조던의 아버지(톰 배리)
- 김일 - 찰스 바클리(본인) / 보라색 외계인(도리안 헤어우드) / 야구 선수
- 한호웅 - 파란색 외계인(스티브 카헬라) / 래리 존슨(본인) / 야구 선수
- 성완경 - 래리 버드(본인) / 패트릭 유잉(본인) / 초록색 외계인(조이 카멘) / 야구 선수
- 이선 - 어린 조던(브랜든 하몬드)
- 은영선 - 조던의 딸(페니 배 브릿지)
- 이원준 - 빌 머레이(본인) / 먹시 보그스(본인) / 기자
- 변영희 - 숀 브래들리(본인) / 기자(마이클 로스하르)

## 같이 보기
- 루니툰
- 루니툰: 백 인 액션